# Liga española de baloncesto
La Liga española de baloncesto ou LEB est la 2e division du championnat d'Espagne masculin de basket-ball, juste derrière la Liga ACB.
Cette compétition, sous l'égide de la fédération espagnole (contrairement à la Liga ACB) se dispute depuis 1996.

## Palmarès

### Historique
Palmarès complet :
| Date      | Champions                 | Finalistes                | Meilleur joueur  |
| --------- | ------------------------- | ------------------------- | ---------------- |
| 1996-1997 | CB Huelva                 | Cantabria Baloncesto      | Bob Harstad      |
| 1997-1998 | CB Murcie                 | Baloncesto Fuenlabrada    | Antonio Smith    |
| 1998-1999 | CB Breogán                | Gijón Baloncesto          | Eric Cuthrell    |
| 1999-2000 | Lucentum Alicante         | Club Ourense Baloncesto   | Joseph Bunn      |
| 2000-2001 | Caprabo Lleida            | CB Grenade                | Michael Wilson   |
| 2001-2002 | Lucentum Alicante         | Bàsquet Manresa           | Lawrence Lewis   |
| 2002-2003 | CB Murcie                 | Tenerife CB               | Jaime Peterson   |
| 2003-2004 | CDB Bilbao Berri          | CB Grenade                | Aaron Swinson    |
| 2004-2005 | Baloncesto Fuenlabrada    | Menorca Bàsquet           | Ricardo Guillén  |
| 2005-2006 | San Sebastián Gipuzkoa CB | CB Murcia                 | Thomas Terrell   |
| 2006-2007 | Bàsquet Manresa           | Baloncesto León           | Ricardo Guillén  |
| 2007-2008 | CAI Zaragoza              | San Sebastián Gipuzkoa CB | Andrew Panko     |
| 2008-2009 | CB Valladolid             | Lucentum Alicante         | Jakim Donaldson  |
| 2009-2010 | CAI Zaragoza              | Menorca Bàsquet           | Jakim Donaldson  |
| 2010-2011 | CB Murcie                 | St Jacques de Compostelle | Ricardo Guillén  |
| 2011-2012 | Club Baloncesto Canarias  | Menorca Bàsquet           | Jakim Donaldson  |
| 2012-2013 | CB Atapuerca              | Lucentum Alicante         | Ondřej Starosta  |
| 2013-2014 | BC Andorra                | CB Atapuerca              | Jordi Trias      |
| 2014-2015 | CB Atapuerca              | Club Ourense Baloncesto   | Ricardo Guillén  |
| 2015-2016 | Palencia Baloncesto       | Melilla CB                | Óliver Arteaga   |
| 2016-2017 | San Sebastián Gipuzkoa CB | Palencia Baloncesto       | Jordi Trias      |
| 2017-2018 | CB Breogán                | Melilla CB                | Jordi Trias      |
| 2018-2019 | CDB Bilbao Berri          | CB Bahía San Agustín      |                  |
| 2019-2020 | Pas de vainqueur          | Pas de vainqueur          | Pas de vainqueur |
| 2020-2021 | CB Breogán                | CB Grenade                |                  |
| 2021-2022 | CB Grenade                | Bàsquet Girona            |                  |
| 2022-2023 | BC Andorre                | à déterminer              |                  |

### Tableau d'honneur
| Club                      | Titre |
| ------------------------- | ----- |
| CB Murcie                 | 3     |
| CB Breogán                | 3     |
| Lucentum Alicante         | 2     |
| CDB Bilbao Berri          | 2     |
| CB Atapuerca              | 2     |
| BC Andorre                | 2     |
| CAI Zaragoza              | 2     |
| San Sebastián Gipuzkoa CB | 2     |
| CB Huelva                 | 1     |
| Caprabo Lleida            | 1     |
| Baloncesto Fuenlabrada    | 1     |
| Bàsquet Manresa           | 1     |
| CB Valladolid             | 1     |
| Club Baloncesto Canarias  | 1     |
| CB Grenade                | 1     |
| Palencia Baloncesto       | 1     |